# Bibliothèque nationale de Mongolie
La Bibliothèque nationale de Mongolie (Mongol cyrillique : Монгол Улсын Үндэсний Номын Сан, translittération : Mongol ulsyn ündesnii nomyn san) a été fondée le 19 novembre 1921 et se trouve à Oulan-Bator, la capitale de la Mongolie.
Elle contient environ trois millions de livres dont un million de livres rares.

## Modernisation de la bibliothèque
Depuis 2016, il était question de construire un nouveau bâtiment pouvant accueillir jusqu’à 450 places assises sur 11 étages dont le volume intérieur totalise 9948,2m3. La dégradation normale du bâtiment original a mené le gouvernement à reprendre le projet qui avait été mis en suspens pour des causes diverses incluant les coûts élevés du projet. La construction du bâtiment est complétée en 2024 et inclut de l'espace pour 450 places assises ainsi qu'une section culturelle et éducative pour les personnes aveugles ou ayant des difficultés d'apprentissage.

## Faits historiques marquants

### 1921
La Bibliothèque nationale de Mongolie a été fondée le 19 novembre par le Parti du peuple mongol comme faisant partie d’une stratégie majeure de développement des institutions nationales à travers le pays.

### 1954
Cette année marque la construction du bâtiment principal qui aura été en service pour la majorité des années entre 1954 et 2024,,. Ce bâtiment sera réaménagé pour accueillir un Centre de recherche et d’information sur l’héritage documentaire.

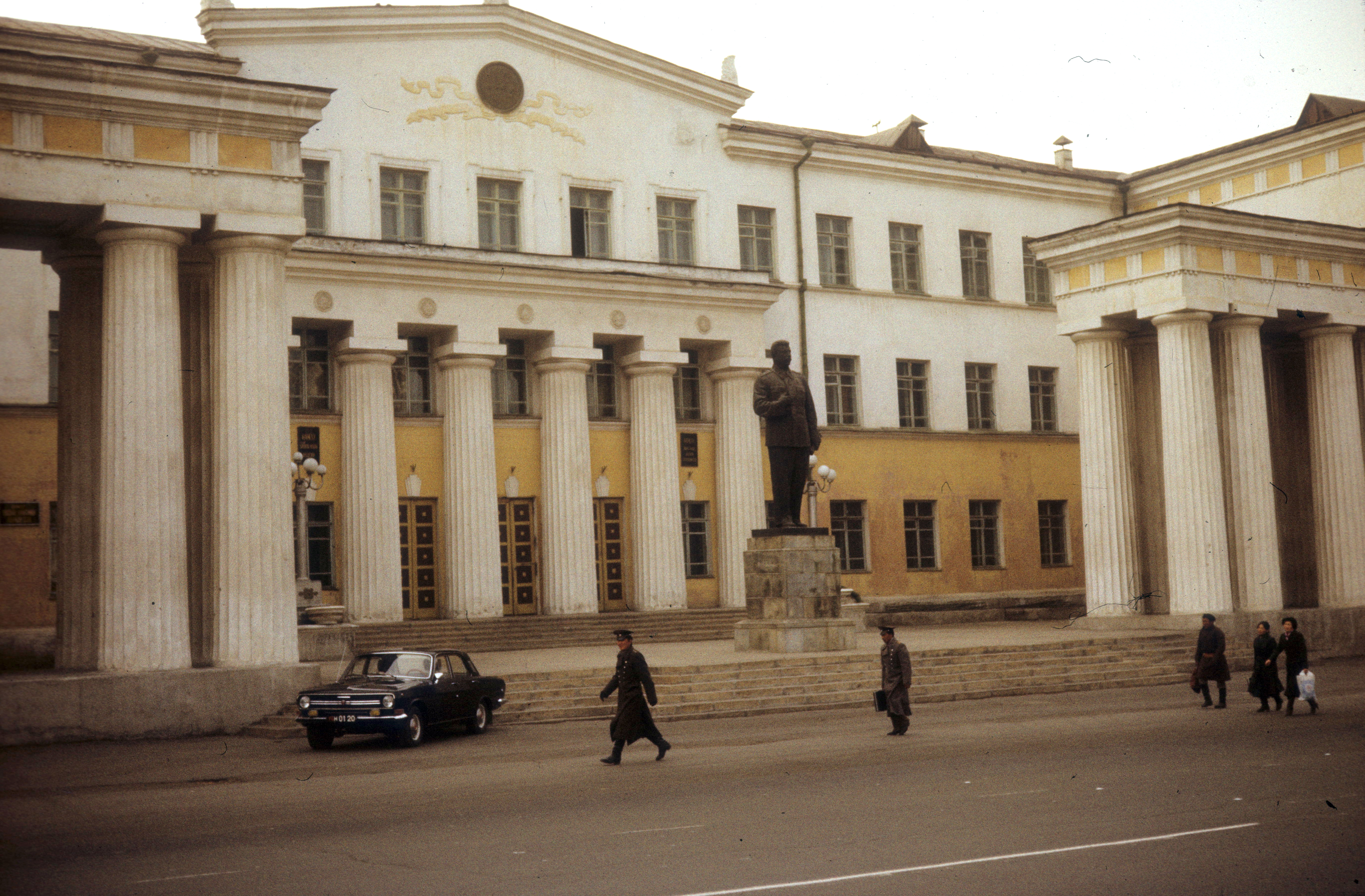
Photographie de la statue de Joseph Staline qui ase tenait de la Bibliothèque durant ses premières années d'activités (1951).

## Faits marquants de 2018 à novembre 2021

### 2018

#### Février
Dans le cadre du projet Save the History géré par l’ONG JCI Mongolia, la Bibliothèque nationale organise un don de barintag — un morceau de tissu traditionnel qui enveloppe traditionnellement des feuilles libres composant un ouvrage unique — et y a annoncé qu’elle fera un don de 108 livres au centre pour enfant Magic Land établi par l’ONG Lantuun Dokhio.

#### Mai
La Bibliothèque nationale reçoit de la part de l’ambassade de la République du Bélarus en Mongolie un ensemble de plus de 21 volumes des travaux du savant bélarusse Francysk Skaryna, l’un des premiers éditeurs d’Europe de l'Est. Le don de cette œuvre bélarusse majeure a eu lieu dans le contexte d’une entente coopérative dans le milieu de l’éducation entre les gouvernements bélarusses et mongols. Au sein de cette entente est prévue la collaboration avec la Bibliothèque nationale du Bélarus.

#### Juillet
L’ONG JCI Capital révèle les résultats du projet Cloth Cover for Books mené conjointement avec la Bibliothèque nationale. Dans le cadre de ce projet a lieu le sous-projet Swaddle the Heritage dont l’objectif est de recouvrir l’ensemble des documents de la collection de cette dernière afin de préserver la majeure partie des 35 000 livres qui n’ont pas de couverture ou de protection quelconque. Environ 19 000 d’entre eux ont pu être traités entre 2015 et juillet 2018. JCI Capital profitait de cette occasion pour faire le don de 8888 couvertures, ainsi que 108 livres en lien aux études mongoles.

### 2019

#### Avril
La bibliothèque reçoit la visite de quelques personnalités d’État dont le premier ministre Ukhnaagiin Khürelsükh. Cette visite marque pour la première fois la présence officielle d’un premier ministre dans les 30 dernières années. Durant cette visite, la directrice de la Bibliothèque a présenté la collection des livres rares et les différents défis auxquels l’établissement faisait face. Ces problématiques allaient du manque de personnel aux problèmes en lien avec l’agrandissement de la bibliothèque et de sa collection.

#### Novembre
Il est annoncé qu’un nouveau bâtiment sera bâti pour répondre à la collection croissante de la Bibliothèque. La construction a été planifiée dans le voisinage de l’ambassade des États-Unis située dans Oulan-Bator. L'achèvement de ce nouveau bâtiment haut de – haut de 11 étages et dont les coûts totaux s’élevaient à 12 millions MNT – avait été initialement planifié pour 2016, mais avait été suspendu jusqu’alors.

### 2020

#### Janvier
La Bibliothèque a reçu la visite du ministre de l’Éducation, de la Culture, des Sciences, et des Sports. Celui-ci a, entre autres, pris en note les réparations et l’entretien nécessaires pour que le bâtiment puisse continuer d’être utilisé. Des plans y avaient été faits pour planifier le transfert de livres vers le nouveau bâtiment.

#### Décembre
La Bibliothèque rejoint l’initiative Let’s Spread Culture in the Digital Environment, menée par le ministère de la Culture.

### 2021; Anniversaire du premier centenaire de la fondation

#### Janvier
La Bibliothèque présente une série d’entrevues dès le 17 janvier dans le cadre du 100e anniversaire de sa fondation. L’entrevue présente un échange avec M.Saran-Erdene – détenteur d’un doctorat en linguistique mongole et bibliothécaire à la bibliothèque du Congrès. Y étaient discutées son histoire de cette bibliothèque et de l’importance de la Bibliothèque nationale. La deuxième entrevue est diffusée le 27 janvier. La personne interviewée est Ts.Munkhchimeg –détentrice d’une maîtrise en sciences de l’information de l’Université de la Colombie-Britannique et spécialitse des projets numériques de la bibliothèque publique de Vancouver. Y étaient discutées des sujets en lien avec le développement des bibliothèques numériques et leurs problématiques connexes.

#### Février
Le 1er février, la construction du nouveau bâtiment est complétée à 85 %. Le site a été visité par des représentants du ministère de la Culture et un responsable de la coordination des politiques de la Bibliothèque . Le 23 février est diffusée une troisième entrevue portant sur l'apport des bibliothèques à l'éducation sur l'information, les programmes, et les pratiques informationnelles. L'invitée est Ch.Hishigsuren, une doctorante de l'Université nationale Chonbuk titulaire d'un baccalauréat et d'une Maîtrise en bibliothéconomie à d'une école affiliée au conservatoire supérieur national d'art et culture de Mongolie et d'une Maîtrise additionnelle à l'Université nationale Chonbuk. De plus, une partie de son expérience professionnelle est liée aux bibliothèques de l'Université Mongole des Sciences et de la Technologie.

#### Mars
Le 2 mars, la Bibliothèque présente  une série d'annonces tenues sur la plateforme Zoom faisant le point sur l'avancement et l'offre de ses services numériques. Le 15 mars, la Bibliothèque organise une autre entrevue, cette fois avec Yadamsuren Borchuluun — chercheuse à l’Université Northwestern détenant un diplôme en ingénierie des systèmes de gestions automatisés de l’Université d’État de Novossibirsk, et une maîtrise en journalisme et un doctorat en sciences de l’information de l'Université du Missouri — sur le sujet des pratiques informationnelles,.

#### Avril
Le 11 avril, une cinquième entrevue est diffusée sur les réseaux sociaux de la Bibliothèque. L'invité est M.Tsengel —spécialiste de la Bibliothèque centrale d'Oulan-Bator, dirigeant de l'ONG Centre de développement et d'innovation pour les aveugles, et figure de proue dans le développement des pratiques d'accessibilité et d'adaptation— qui y était invité pour échanger au sujet des services adaptés en bibliothèque, mais aussi de leurs politiques et de leurs stratégies face à cete réalité. Le 22 avril a lieu une sixième entrevue avec Dashdele Baljid, une gestionnaire de l’information à l’Open Society Forum. Y étaient discutés les standards de droits d’auteurs, les relations entre les bibliothèques, ainsi que les contextes, les politiques et les stratégies internes,.